# Vadonvilág - Gróf Széchenyi Zsigmond nyomában
A Vadonvilág – Gróf Széchenyi Zsigmond nyomában egy magyar dokumentumfilm, amely Széchenyi Zsigmond vadász-író életét és munkásságát mutatja be utolsó afrikai útján keresztül. A gyönyörű képi világú film bemutatja az Afrikában történt változásokat, amelyeket az utazó számos útja során megtapasztalt, és összeveti azt a jelennel.
A CineFest Miskolci Nemzetközi Filmfesztiválon mutatták be 2019. szeptember 20-án, a díszbemutatót 2019. október 1-jén rendezték a budapesti Uránia Nemzeti Filmszínházban. A filmet 2019. október 10-től mozikban is vetítik. A film mecénása a Takarékbank.

## A film alapjául szolgáló történet
Széchenyi Zsigmond és felesége, Hertelendy Margit 1964 januárjában a magyar kormány megbízásából utazott Kenyába, hogy kiegészítse nemzeti múzeum állattári anyagát, amely az 1956-os forradalom idején égett le. Az út során végül sikerült minden, a múzeum számára szükséges állatot elejteniük, azonban Széchenyi megdöbbenve tapasztalta, hogy mennyire megváltozott a kontinens természeti képe, jelentősen visszaszorult a vadon élő állatok élettere, és megtizedelődött az állatállomány. Erről részletesen ír utolsó könyvében, a Denaturált Afrikában is.

## A cselekmény
A film Széchenyi utolsó útján keresztül mozaikszerűen eleveníti fel életének legjelentősebb, olykor a szó legszorosabb értelmében vett sorsdöntő epizódjait. Fotókon, archív filmfelvételeken bemutatja Afrika múltját, valamint a hozzá forgatott friss felvételeken a jelent is, ahol az ember egyre nagyobb teret foglal el a természettől. A korabeli felvételeket Széchenyitől vett idézetekkel, gondolatokkal, beszámolókkal egészítik ki az alkotók, narráció segítségével. A film elkalauzolja a nézőt a vadász-író utazásainak összes színhelyére (Afrika mellett Európába, Alaszkába és Indiába is). Nagy szerepet kap a filmben a magyar történelem fontos eseményeinek a bemutatása, amelyek hatással voltak a Széchenyi-életút alakulására. Így a II. világháború, a deklasszálás és kitelepítés, valamint az 1956-os forradalom.

## Mangi néni
Az alkotók munkáját végig segítette Széchenyi Zsigmond felesége, Hertelendy Margit, Mangi néni. Az idős özvegy korábban be nem mutatott fotó- és filmfelvételeket bocsátott a készítők rendelkezésére. Emellett számtalan történettel, adalékkal, információval segítette a munkát. Mangi néni a bemutatókat is végigizgulta, és számtalan nyilatkozatot, interjút adott.

## Az alkotók
A film rendezője Lerner János, producere Vida József és Lajos Tamás. Az operatőr és vágó Tóth Zsolt Marcell, a forgatókönyvíró Bak Zsuzsanna és Lerner János. A zenei szerkesztő Tamás Zsolt, a videografikus Mwajas Kriszta volt. Narrátorként megszólal a filmben Gáti Oszkár, Vida Péter, Nagy Zsolt, Schell Judit.